# Carol Channing
Carol Channing (født 31. januar 1921, død 15. januar 2019) var en amerikansk skuespiller og sanger.
Hendes far var en berømt foredragsholder i Christian Science Church. Hun droppede ud for at forfølge en karriere i showbusiness. Hendes store gennembrud kom i 1949 i Broadway-opsætningen af Gentlemen foretrækker blondiner, hvor hun sang Diamond are a Girls Best Friend – en melodi, som i dag er hendes "kendingsmelodi".
Hun medvirkede derefter i mange musicals på Broadway, herunder Hello Dolly. Channing har mest optrådt på scenen og natklubber. Blandt sine filmtitler omfatter Millie (1967), hvor hun blev nomineret til en Oscar for bedste kvindelige birolle.